# Obertor (Neuss)

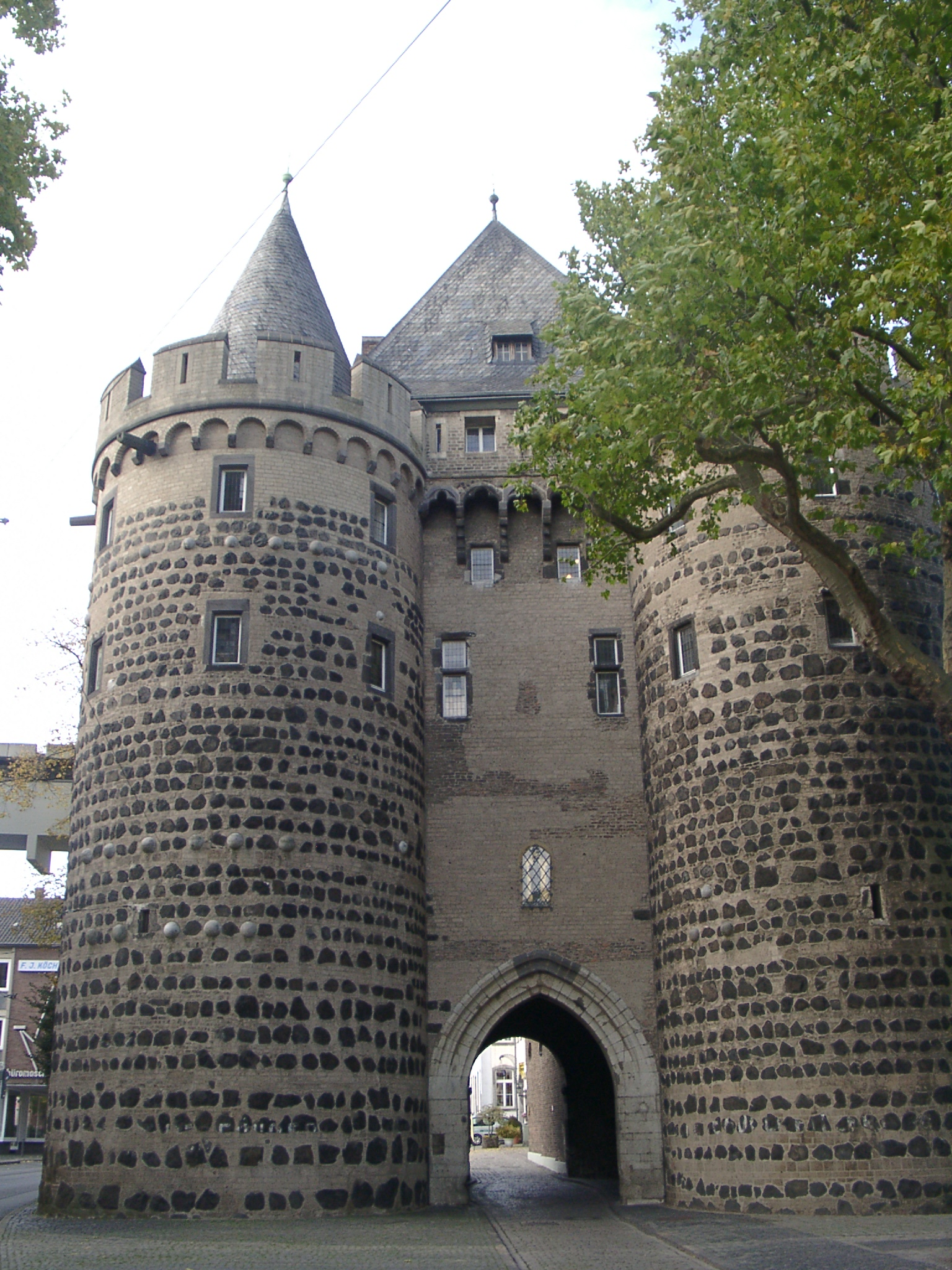
Neusser Obertor, Landseite

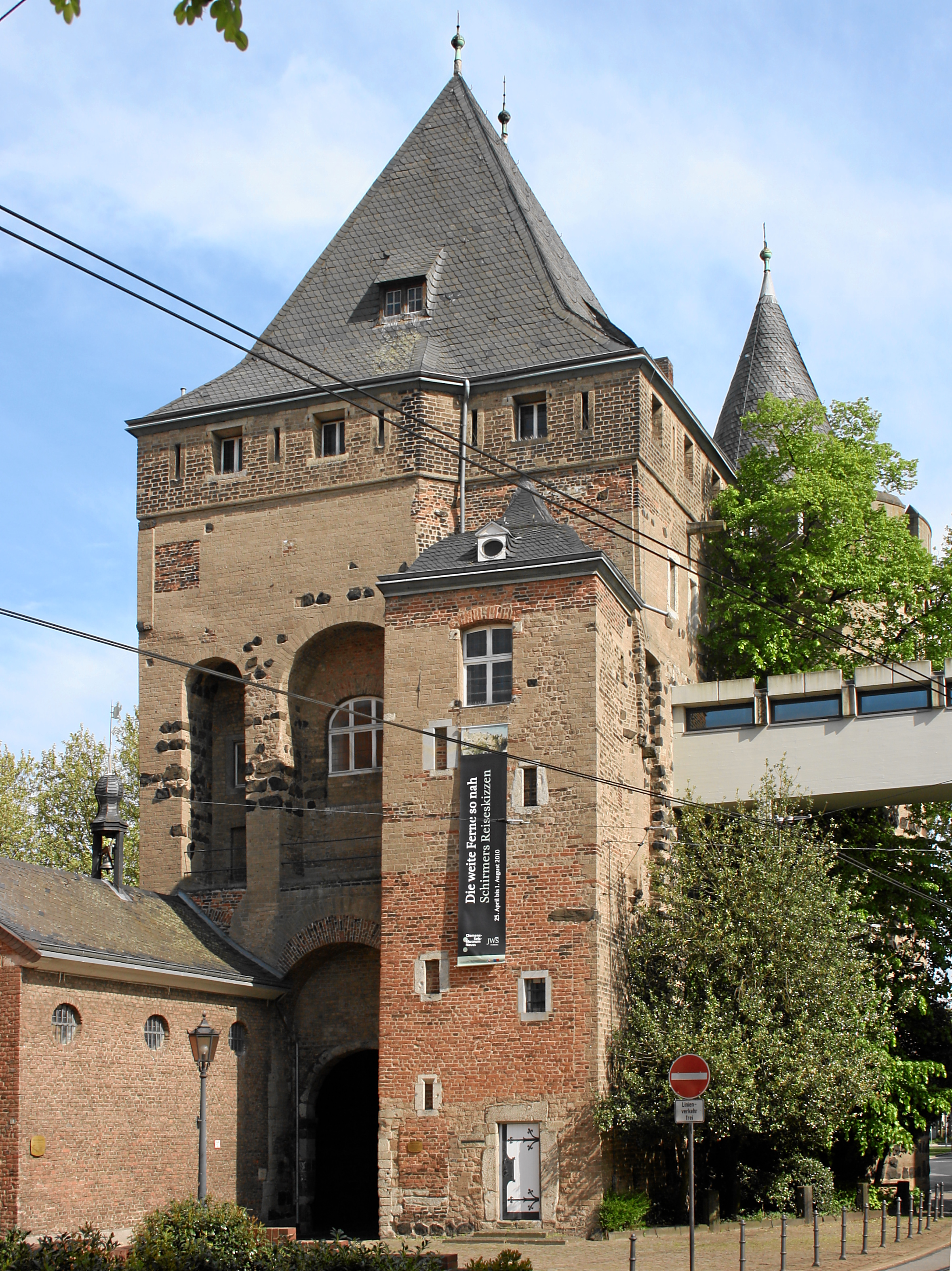
Stadtseite

Das Obertor (zum Oberrhein zeigend) ist das aus dem 13. Jahrhundert stammende letzte erhaltene mittelalterliche Stadttor in Neuss, das im Süden der Neusser Stadtbefestigung die wichtige Handelsstraße zur Bischofsstadt Köln kontrollierte. Es befindet sich in unmittelbarer Nähe zur Oberstraße.
Seit dem 4. April 1985 ist es ein eingetragenes Baudenkmal.

## Geschichte
Als einziges und größtes der ursprünglich in der Stadtmauer vorhandenen befestigten 6 Stadttore (Obertor, Niedertor, Rheintor, Hessentor, Hamtor, Zolltor) der Stadt hat es die Zeiten vollständig überdauert. Seine ältesten noch sichtbaren Teile stammen aus dem 13. Jahrhundert. Viele Ereignisse der Neusser Stadtgeschichte wie die Belagerung durch Karl den Kühnen 1475 und die Erstürmung der Stadt im Truchsessischen Krieg 1586 sind unmittelbar mit ihm verbunden. Heute ist im Obertor die Abteilung zur mittelalterlichen Stadtgeschichte des Clemens-Sels-Museums untergebracht.